# بنی نظاری (یمن)
 بنی نظاری  به عربی ( بنی الَنّظاری  )، روستایی است از قری اعمال تهامة، و در ناحیهٔ (اللُحیة)، از توابع استان صَعده در کشور یمن در شبه جزیره عربستان. 
جمعیت آن ۲۸۵ نفر (۱۷ خانوار) می‌باشد.